# 本能理论
本能理论（本能运动的生理学理论）是经典比较行为研究一個整體概念，人们經由这种理论，就可以用统一的观点去观察动物可观察得到的和所谓的先天的行为方式。
通过这种总的概念，人们可以将从实验中所得的结果联系起来，进而揭示不同的现象间可能有的共同规律。另一方面，人们可以依据这种理论作出一些预测和判断，从而推动人们作进一步的实验和提出新的问题。自1930年代，本能理论成果丰硕，并为社会生物学和行為生態學开辟了道路。
一个全面的理论带来一个好处就是，人们可以通过它会建立一些直观的模型。经典比较行为研究的结果和理论就是借助这些模型而取得成功并进入教材。

## 行为解释模型

### 心理本能模型
1937年康拉德·洛伦兹就是通过这个模型阐述了他的双重量化理论：本能运动是一个不断自主增强的动机（容器中的水位），由神经系统产生的行动特异性能量提供支持。通常通过一个钥匙刺激（砝码）本能运动（外流的水）会被激发，但前提是刺激要超过一个阈值（弹簧向活塞提供力，对抗水往外流）。在刺激和反应中还存在着先天诱发机制。
虽然不能直接测量动机的强度，但是反应的强度和刺激的强度却可以定量测量，所以人们还是可以对行动特异性能量作出一些结论的。
反应强度一方面和刺激强度，另一方面和内在因素有联系：
- 刺激越强，反应越强。
- 动机越强，反应越强。
- 即使动机不存在，只要刺激足够大，反应仍会被激发。
- 即使刺激不存在，只要动机足够大，反应仍会被激发。

若本能运动长时间不被执行，“该生物个体就会激动不安，而且会被迫使去积极寻找能激发该本能运动的刺激。”洛伦茨称这种行为为欲求行为（appetitive behaviour）。
若寻觅未果，能量堆积，这时即使没有钥匙刺激，行动也会发生。这种行为也为洛伦茨所描述了，而且冠以空转行动一名。
本能运动是一种弱反应，它会被一种弱刺激，即是少量的能量所激发。就如：当人试图接近一排在桥栏杆静立的海鸥时，最近的会立刻飞走，远一点会往远处挪一下，再远一点的会摇晃一下，更远一些的会根本没有反应。
在冲突环境里会出现的换位行为是一种行为模式，在观察者看来，这是因为不利的环境引起的。
1978年洛伦茨修正了他的模型：多条水道取代了单条水道，这更好的反映了内在产生的刺激和外来刺激。象征钥匙刺激的砝码被一杯水取代了。但即使如此，这个模型在今天看来还是过时了，因为理论中心——行动特异性能量仍未能被实验所证实。

### 控制论模型
伯纳德·哈森斯坦1973年用他的控制论模型对生物行为控制进行解释，并且为了直观起见创作了函数开关图，例子：摄食行为的控制
事物形成外在的刺激(1) 会在重合元件 (2)中与动机强度混算。如两者足够强，摄食行为就会被触发（3）。通过一个感受器（4），行为会被反馈到本能中心，动机会被压抑。摄食会通过一些物质（5），提高身体的供给水平。一个感受器(6) 检测到供给水平的下降，并会将情况反馈到本能中心，摄食的动机再次被提高。

## 模型的可信度
人们通过神经生物学和大脑研究的知识知道，行为的调控比洛伦茨和哈森斯坦假想的复杂得多。
而且这个理论有一个弱點，就是它的定义是循环论证：就是说将从理论里面得出的结果用于证明自身的存在。1992年汉娜-玛丽亚·齐普流斯教授就注意到了，洛伦茨在行为学里面引入的空转行动一方面是本能理论的自然结果，另一方面又用于证明该理论。洛伦茨的另一个概念换位行为也面临类似的处境。
沃尔夫冈·维克勒和齐普流斯同为洛伦茨的学生，在1990年甚至说：“行动特异性能量是现代的燃素或以太，心理水力模型即使经过修改仍然是不成立的，它不能反映动物身上动机和状态改变的情况。"但维克勒没有更进一步的说明，但是后来由齐普流斯补充完整。
克劳斯·英墨尔曼於1986年說：“在比较行为研究早期，该模型可以单单作为一个模型去理解，它并未要给出一个完美的答案，只是做出了如下提示，行为的发生由一套等级机构去完成...“。